# 达克茂市
达克茂市（高棉語： [taː kʰmaw]），是柬埔寨干拉省省会，距离金边市中心约10公里左右。是通往茶胶省、越南边境隆平市的要道，是柬埔寨经济、交通的重镇。当地华人称之为大金欧。

## 历史
达克茂是一座古城，本来是一个无人稀的荒地，17-19世纪由华人移民与当地高棉人共同开垦，目前城中有众多的华人商铺、许多华人庙宇较著名的保生大帝庙、三太子庙与法据时期留下的屋子等，每月阴历初一或十五，河边附近的保生大帝庙必定吸引很多香客去上香。特别在华人春节时，从除夕夜到正月初一，几乎全金边的人拥到那里，挤满了整条街，汇成一片人海。大金欧市是柬埔寨华人的密集居住地区之一，市里70%-80%是华人后代或者是华人混血儿，并与特本克蒙省的三州府市，波萝勉省的河良市等人人皆知的柬埔寨华人村。

## 今日的达克茂
目前的达克茂市已经是柬埔寨主要领导人都在此设有官邸或居住，比如总理洪森，官金等，成为主要重镇，今年以来，干拉省达克茂市土地价格和交易量持续增长，若以2014年同期相比增长了20%左右。达克茂市商业区的土地价格处于1000到2000美元/平方米，去年同期则是1000到1500美元/平方米。至于次要街道的周边土地价格为800美元到1000美元/平方米，小道的周边土地价格则为100到500美元/平方米不等。此外、2015年韩国GMG集团在金宝殿酒店召开记者会，正式宣布在干拉省大金欧市2000公顷土地上兴建一座大型的综合卫星城（U City），项目总额达40亿美元。国土规划部副国务秘书宋那表示，该项目的规模很大，若能按照该集团的计划实行，将能推动柬埔寨住宅区、商业和服务业，特别是带动达克茂市经济的发展。